# Emmanuelle Vaugier
Emmanuelle Vaugier (Vancouver, Colúmbia Britànica, 23 de juny de 1976) és actriu i cantant canadenca.

## Filmografia
- Far Cry (2008) ... Valerie Cardinal
- Hysteria (2008) ... Jennifer
- Dolan's Cadillac (2009) ... Mrs. Robinson
- Black Widow (2009)
- Two and a Half Men (2005–2015) ... Mia